# Zvezdana kinematika
U astronomiji, zvezdana kinematika je opservaciona studija ili merenje kinematike ili kretanja zvezda kroz prostor. Predmet zvezdane kinematike obuhvata merenje zvezdanih brzina u Mlečnom putu i njegovim satelitima, kao i merenje unutrašnje kinematike udaljenijih galaksija. Merenje kinematike zvezda u različitim potkomponentama Mlečnog puta, uključujući tanki disk, debeli disk, ispupčenje i zvezdani oreol daje važne informacije o formiranju i evolutivnoj istoriji naše galaksije. Kinematska merenja takođe mogu da identifikuju egzotične pojave kao što su hiperbrze zvezde koje beže sa Mlečnog puta, što se interpretira kao rezultat gravitacionih susreta binarnih zvezda sa supermasivnom crnom rupom u galaktičkom centru.
Zvezdana kinematika je povezana ali se razlikuje od teme zvezdane dinamike, koja obuhvata teorijsko proučavanje ili modelovanje kretanja zvezda pod uticajem gravitacije. Zvezdano-dinamički modeli sistema kao što su galaksije ili zvezdani klasteri često se upoređuju ili testiraju na zvezdano-kinematičkim podacima kako bi se proučila njihova evoluciona istorija i raspodele mase, te da bi se otkrilo prisustvo tamne materije ili supermasivnih crnih rupa putem njihovog gravitacionog uticaja na zvezdane orbite.

## Svemirska brzina
Komponenta zvezdanog kretanja prema Suncu ili od njega, poznata kao radijalna brzina, može se meriti iz spektralnog pomeranja izazvanog Doplerovim efektom. Poprečno ili sopstveno kretanje mora se utvrditi nizom određivanja položaja prema udaljenijim objektima. Jednom kada se udaljenost do zvezde utvrdi astrometrijskim sredstvima kao što je paralaksa, može se izračunati prostorna brzina. Ovo je stvarno kretanje zvezde u odnosu na Sunce ili lokalni standard mirovanja (engl. local standard of rest - LSR). Potonji se obično uzima kao položaj na Sunčevoj sadašnjoj lokaciji koja prati kružnu orbitu oko galaktičkog centra srednjom brzinom obližnjih zvezda sa malom brzinskom disperzijom. Kretanje Sunca u odnosu na LSR naziva se „svojstvenim kretanjem Sunca”.
Komponente svemirske brzine galaktičkog koordinatnog sistema Mlečnog puta obično se označavaju U, V i V, i date su u km/s, sa U pozitivnim u pravcu galaktičkog centra, V pozitivnim u smeru galaktičke rotacije, i W pozitivnim u pravcu severnog galaktičkog pola. Svojstveno kretanje Sunca u odnosu na LSR je
(U, V, W) = (11.1, 12.24, 7.25) km/s,
sa statističkom neodređenošću (+0,69−0,75, +0,47−0,47, +0,37−0,36)  i sistematskom neodređenošću (1, 2, 0,5) . ( je 7  veće od procene iz 1999. godine po Dehnen et al.)

## Upotreba kinematičkih merenja
Zvezdana kinematika daje važne astrofizičke informacije o zvezdama i galaksijama u kojima one borave. Podaci kinematike zvezda u kombinaciji sa astrofizičkim modelovanjem daju važne informacije o galaktičkom sistemu u celini. Izmerene brzine zvezda u najdubljim regionima galaksija, uključujući Mlečni put, pružile su dokaz da mnoge galaksije imaju supermasivne crne rupe u svom centru. U udaljenijim regionima galaksija, kao što je unutar galaktičkog oreola, merenja brzine globularnih jata koji kruže u ovim oreolima galaksija pružaju dokaze za tamnu materiju. Oba ova slučaja proizilaze iz ključne činjenice da se kinematika zvezda može povezati sa ukupnim potencijalom u kojem su zvezde vezane. To znači da ako se vrše tačna merenja kinematike zvezda za zvezdu ili grupu zvezda koje kruže u određenom delu galaksije, gravitacioni potencijal i raspodela mase se mogu zaključiti s obzirom da gravitacioni potencijal kojim je zvezda vezana, i proizvodi njenu orbitu, te služi kao podsticaj za njeno zvezdano kretanje. Primeri korišćenja kinematike u kombinaciji sa modelovanjem za konstruisanje astrofizičkog sistema uključuju:
- Rotacija diska Mlečnog puta: Iz njihovog kretanja i radijalnih brzina zvezda unutar diska Mlečnog puta može se pokazati da postoji diferencijalna rotacija. Kombinovanjem ovih merenja sopstvenih kretanja zvezda i njihovih radijalnih brzina, uz pažljivo modelovanje, moguće je dobiti sliku rotacije diska Mlečnog puta. Lokalni karakter galaktičke rotacije u solarnoj okolini je inkapsuliran u Ortove konstante.[6][7][8]
- Strukturne komponente Mlečnog puta: Koristeći zvezdanu kinematiku, astronomi konstruišu modele koji nastoje da objasne celokupnu galaktičku strukturu u smislu različitih kinematičkih populacija zvezda. Ovo je moguće jer se ove različite populacije često nalaze u određenim regionima galaksija. Na primer, unutar Mlečnog puta postoje tri primarne komponente, svaka sa svojom posebnom zvezdanom kinematikom: disk, oreol i izbočina ili šipka. Ove kinematičke grupe su blisko povezane sa zvezdanim populacijama u Mlečnom putu, formirajući snažnu korelaciju između kretanja i hemijskog sastava, što ukazuje na različite mehanizme formiranja. Za Mlečni put, brzina zvezda na disku je {\displaystyle \mathrm {V} =220~\mathrm {km} ~\mathrm {s} ^{-1}} i RMS (kvadratna sredina) brzina u odnosu na ovu brzinu od {\displaystyle \mathrm {V_{RMS}} =50~\mathrm {km} ~\mathrm {s} ^{-1}}. Za zvezde izbočene populacije, brzine su nasumično orijentisane sa većom relativnom RMS brzinom od {\displaystyle \mathrm {V_{RMS}} =150~\mathrm {km} ~\mathrm {s} ^{-1}} i nema neto kružne brzine.[9] Galaktički zvezdani oreol se sastoji od zvezda sa orbitama koje se protežu do spoljašnjih regiona galaksije. Neke od ovih zvezda će stalno kružiti daleko od galaktičkog centra, dok su druge na putanjama koje ih dovode na različite udaljenosti od galaktičkog centra. Ove zvezde imaju malo ili nimalo prosečne rotacije. Mnoge zvezde u ovoj grupi pripadaju globularnim jatima koja su nastala davno i stoga imaju jasnu istoriju formiranja, što se može zaključiti iz njihove kinematike i loše metalnosti. Oreol se dalje može podeliti na unutrašnji i spoljašnji oreol, pri čemu unutrašnji oreol ima neto progradno kretanje u odnosu na Mlečni put, a spoljašnji neto retrogradno kretanje.[10]
- Spoljne galaksije: Spektroskopska posmatranja spoljašnjih galaksija omogućavaju da se okarakterišu masovna kretanja zvezda koje sadrže. Iako ove zvezdane populacije u spoljnim galaksijama uglavnom nisu rešene do nivoa na kome se može pratiti kretanje pojedinačnih zvezda (osim za najbliže galaksije), merenja kinematike integrisane zvezdane populacije duž linije vida pružaju informacije uključujući srednju vrednost brzina i disperzija brzine koja se onda može koristiti za zaključivanje distribucije mase unutar galaksije. Merenje srednje brzine kao funkcije položaja daje informacije o rotaciji galaksije, sa različitim regionima galaksije koji su crveno/plavo pomereni u odnosu na sistemsku brzinu galaksije.
- Raspodela mase: Merenjem kinematike praćenih objekata kao što su globularna jata i orbite obližnjih satelitskih patuljastih galaksija, može se odrediti raspodela mase Mlečnog puta ili drugih galaksija. Ovo se postiže kombinovanjem kinematičkih merenja sa dinamičkim modelovanjem.

## Nedavni napredak zbogGaje
Godine 2018, objavljivanje podataka svemrskog broda Gaja 2 donelo je neviđeni broj visokokvalitetnih zvezdanih kinematičkih merenja, kao i merenja zvezdane paralakse, što će u velikoj meri povećalo razumevanje strukture Mlečnog puta. Gajini podaci su takođe omogućili da se odrede prava kretanja mnogih objekata čija su prava kretanja ranije bila nepoznata, uključujući apsolutna vlastita kretanja 75 globularnih klastera koji kruže na udaljenostima do 21 kpc. Pored toga, merena su i apsolutna pravilna kretanja obližnjih patuljastih sferoidnih galaksija, dajući višestruke tragove mase za Mlečni put. Ovo povećanje tačnog merenja apsolutnog pravilnog kretanja na tako velikim udaljenostima je veliko poboljšanje u odnosu na ranija istraživanja, kao što su ona sprovedena sa svemirskim teleskopom Habl.

## Literatura
- Majewski, Steven R. (2006). „Stellar Motions”. University of Virginia. Архивирано из оригинала 2012-01-25. г. Приступљено 2008-02-25.
- „The Space Velocity and its Components”. University of Tennessee. Архивирано из оригинала 2008-02-16. г. Приступљено 2008-02-25.
- Blaauw A.; Morgan W.W. (1954). „The Space Motions of AE Aurigae and mu Columbae with Respect to the Orion Nebula”. The Astrophysical Journal. 119: 625. doi:10.1086/145866.
- Hoogerwerf, R.; de Bruijne, J.H.J.; de Zeeuw, P.T. (2000). „The Origin of Runaway Stars”. The Astrophysical Journal. 544 (2): L133. Bibcode:2000ApJ...544L.133H. arXiv:astro-ph/0007436 . doi:10.1086/317315.
- Brown; Geller; Kenyon; Kurtz (2006). „A Successful Targeted Search for Hypervelocity Stars”. The Astrophysical Journal. 640 (1): L35—L38. Bibcode:2006ApJ...640L..35B. arXiv:astro-ph/0601580 . doi:10.1086/503279.
- Edelmann, H.; Napiwotzki, R.; Heber, U.; Christlieb, N.;  . (2005). „HE 0437-5439: An Unbound Hypervelocity Main-Sequence B-Type Star”. The Astrophysical Journal. 634 (2): L181—L184. Bibcode:2005ApJ...634L.181E. arXiv:astro-ph/0511321 . doi:10.1086/498940.